# كيفين مالغيه
كيفين مالغيه (بالفرنسية: Kevin Malget)‏ (15 يناير 1991 في لوكسمبورغ - ) هو لاعب كرة قدم لوكسمبورغي في مركز الدفاع. شارك مع منتخب لوكسمبورغ تحت 21 سنة لكرة القدم ومنتخب لوكسمبورغ لكرة القدم. أما مع النوادي، فقد لعب مع ألمانيا آخن وإف91 دوديلانج.

## وصلات خارجية
- كيفين مالغيه على موقع الاتحاد الدولي (مؤرشف)  (الإنجليزية)
- كيفين مالغيه على موقع الاتحاد الأوربي (الإنجليزية)
- كيفين مالغيه على موقع قاعدة بيانات كرة القدم.إي يو (الإنجليزية)
- كيفين مالغيه على موقع ناشيونال فوتبول تيمز (الإنجليزية)
- كيفين مالغيه على موقع Soccerway.com (الإنجليزية)
- كيفين مالغيه على موقع عالم كرة القدم.نت (الإنجليزية)
- كيفين مالغيه على موقع AS.com (الإسبانية)